# Kammarensemblen
Kammarensemblen, som själv använder stavningen KammarensembleN (KeN), är en ensemble som inriktar sig på modern kammarmusik skriven av nutida tonsättare. Den bildades i Stockholm 1984. En av grundarna var Ansgar Krook. Sedan grundandet har den utvecklat en stor repertoar för instrumentkombinationer upp till sinfoniettastorlek. Den uppträder i hela Sverige och deltar i internationella festivaler över hela världen.

## Skivutgivning
- 1992: Kammarensemblen, The Swedish ensemble for new music (Phono Suecia PSCD 57). Ansgar Krook dirigerar verk av Anders Eliasson, Henrik Strindberg, Bengt Hambraeus, Gunnar Valkare och Lars Ekström.

- 2017: KammarensembleN: 4 (Blue Music Group BMG0834). Franck Ollu och Michael Bartosch dirigerar verk av Ivo Nilsson, Madeleine Isaksson, Per Mårtensson och Chrichan Larson. Solister är Ivo Nilsson, Göran Fröst och Martin Krafft. Ljudtekniker och producent är Mika Pohjola.